# Epidendrum martianum
Epidendrum martianum är en orkidéart som beskrevs av John Lindley. Epidendrum martianum ingår i släktet Epidendrum och familjen orkidéer. Inga underarter finns listade i Catalogue of Life.